# Nieuwe Kerk (Amsterdam)

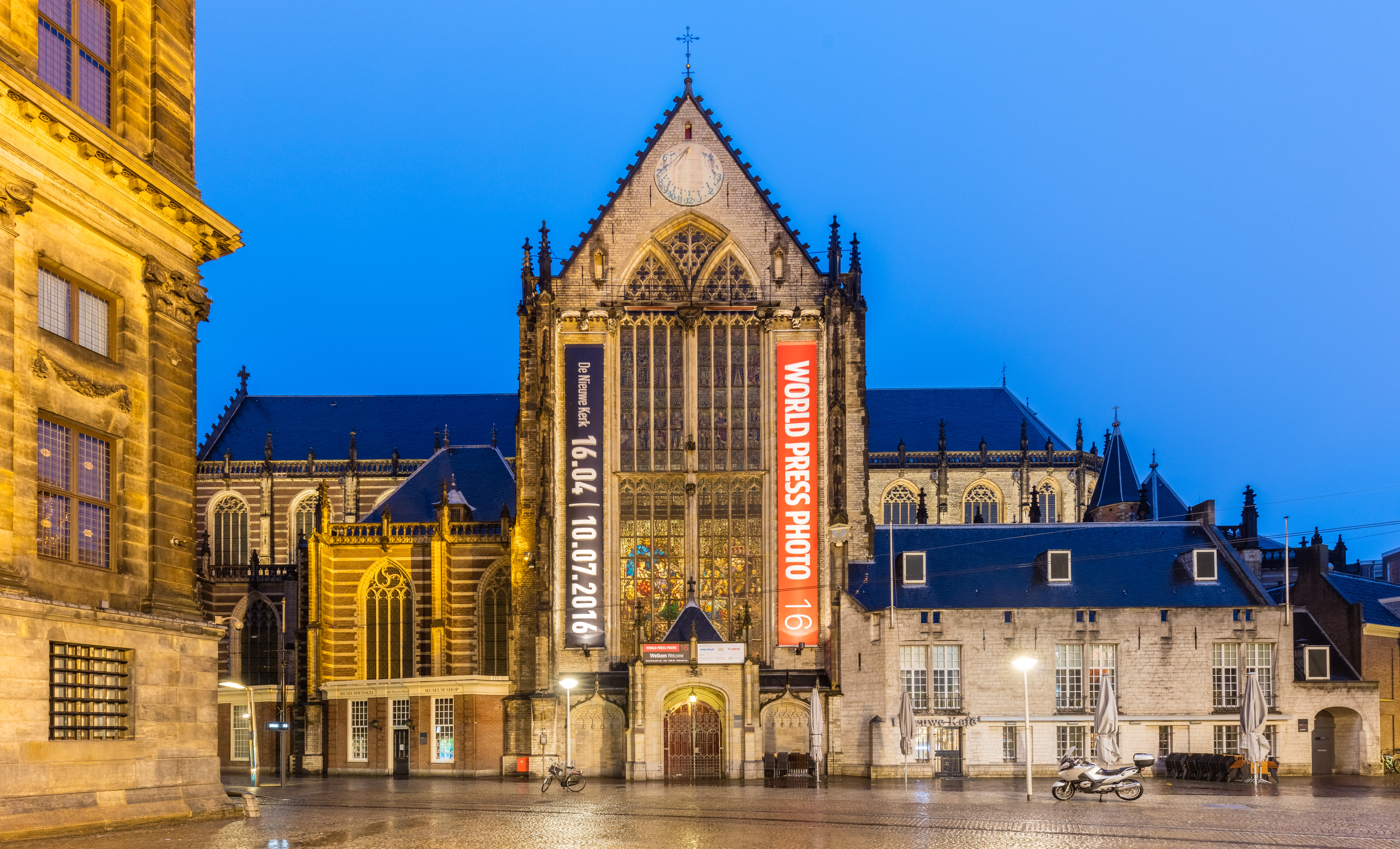
Die Nieuwe Kerk, geweiht als Liebfrauenkirche

De Nieuwe Kerk Amsterdam (dt. Neue Kirche) ist eine spätgotische Basilika und nach der Oude Kerk die zweitälteste Kirche in der niederländischen Hauptstadt Amsterdam. Sie ist die Krönungskirche der niederländischen Monarchen.

## Geschichte
Der Bau der Nieuwe Kerk begann 1408 auf einem zuvor als Baumgarten genutzten Gelände im Westen der wachsenden Stadt Amsterdam. Stifter war Willem Eggert, die Hauptpatronin der Kirche war die Heilige Maria. Mit dem Bau des nördlichen Querhauses 1530–1540 wurde die Kirche vollendet.
1565 wurde mit dem Bau eines Turms begonnen; das Projekt wurde wegen der reformatorischen Wirren aber bald aufgegeben.
1645 erlitt die Kirche durch Brand schweren Schaden. Die Kirche wurde beim Wiederaufbau ohne Türme gebaut. 1648–1665 wurde in unmittelbarer Nachbarschaft das neue Rathaus der Stadt Amsterdam, das heutige Königliche Palais errichtet.
In den Jahren 1959 und 1980 wurde die Nieuwe Kerk gründlich renoviert. Heute wird sie für wechselnde Ausstellungen und Orgelkonzerte genutzt.
Seit 1814 ist sie Krönungskirche der Niederlande. Das Kircheninnere beherbergt Gräber berühmter Personen, unter anderem des Dichters Joost van den Vondel (1587–1679), des Admirals de Ruyter (1607–1676) und des Kapitäns Johan van Galen (1604–1653). Am 2. Februar 2002 heirateten in der Kirche Maxima Zorreguieta und Prinz Willem-Alexander.

## Orgeln
In der Nieuwe Kerk befinden sich zwei Orgeln: Die Hauptorgel an der Westwand, und eine kleinere Orgel in der Vierung (Transeptorgel).

### Hauptorgel

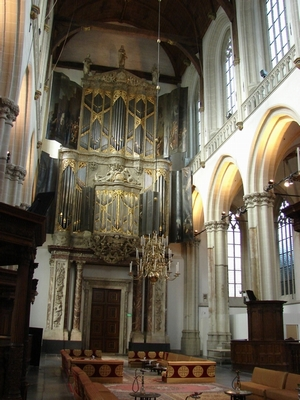
Hauptorgel

Die Hauptorgel wurde 1655 von dem Orgelbauer Hans Wolff Schonat erbaut, und bereits im Jahre 1673 durch die Orgelbauer van Hagerbeer und Duschot erweitert. Das Orgelgehäuse wurde von Jacob van Campen gestaltet. Auffallend ist die Statue von König David mit Harfe auf dem Orgelgehäuse. Das Instrument hat 48 Register auf drei Manualen und Pedal. Beachtenswert sind die zahlreichen mehrfach besetzten Register, so sind in den Manualen die Register bis zu fünffach besetzt, was der Orgel einen unverwechselbaren Klang verleiht.
| I Hauptwerk CDE–c3 |                 |     |
| 1.                 | Prestant I–II   | 16′ |
| 2.                 | Quintadena      | 16′ |
| 3.                 | Octaaf I–IV     | 8′  |
| 4.                 | Holpijp         | 8′  |
| 5.                 | Octaaf I–V      | 4′  |
| 6.                 | Gemshoorn I–II  | 4′  |
| 7.                 | Quint I–III     | 3′  |
| 8.                 | Mixtuur VI–VIII |     |
| 9.                 | Scherp VI–VIII  |     |
| 10.                | Dulciaan        | 16′ |
| 11.                | Trompet         | 8′  |

| II Rückpositiv CDE–c3 |                   |    |
| 12.                   | Prestant I–IV     | 8′ |
| 13.                   | Holpijp           | 8′ |
| 14.                   | Quintadena        | 8′ |
| 15.                   | Octaaf I–V        | 4′ |
| 16.                   | Openfluit I–II    | 4′ |
| 17.                   | Quintfluit I–III  | 3′ |
| 18.                   | Superoctaaf I–IV  | 2′ |
| 19.                   | Speelfluit I–II   | 2′ |
| 20.                   | Fluit I–III       | 2′ |
| 21.                   | Quartanus II–IV   |    |
| 22.                   | Mixtuur VI–X      |    |
| 23.                   | Scherp XII-XII    |    |
| 24.                   | Sexquialter II–IX |    |
| 25.                   | Cornet VI–IX D    |    |
| 26.                   | Trompet           | 8′ |

| III Oberwerk CDE–c3 |                   |       |
| 27.                 | Prestant I–IV     | 8′    |
| 28.                 | Baarpijp          | 8′    |
| 29.                 | Quintadena        | 8′    |
| 30.                 | Octaaf I–V        | 4′    |
| 31.                 | Octaaf I–V        | 2     |
| 32.                 | Nazat I–III       | 1 ⁄3′ |
| 33.                 | Sifflet I–III     | 1′    |
| 34.                 | Sexquialter II–VI |       |
| 35.                 | Scherp III–VI     |       |
| 36.                 | Trompet           | 8′    |
| 37.                 | Vox Humana        | 8′    |

| Pedal CD–d1 |             |     |
| 38.         | Prestant    | 16′ |
| 39.         | Bourdon     | 16′ |
| 40.         | Octaaf I–II | 8′  |
| 41.         | Bourdon     | 8′  |
| 42.         | Roerquint   | 6′  |
| 43.         | Octaaf I–II | 4′  |
| 44.         | Quint I–II  | 3′  |
| 45.         | Mixtuur VII |     |
| 46.         | Bazuin      | 16′ |
| 47.         | Trompet     | 8′  |
| 48.         | Trompet     | 4′  |

Siehe hierzu: Liste von Orgelregistern, für die einzelnen Bezeichnungen

### Transept-Orgel

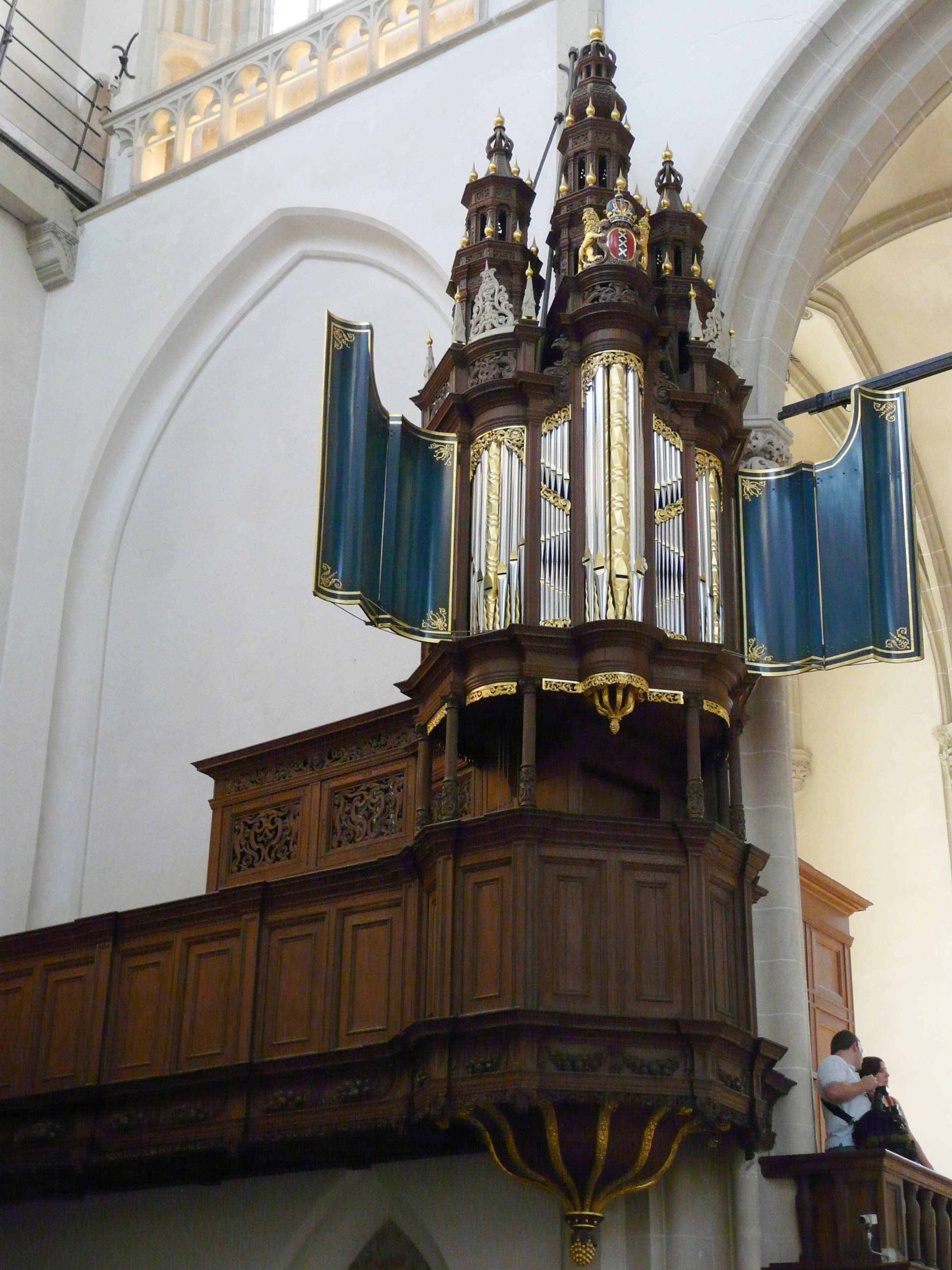
Transept-Orgel

Die Vierungsorgel stammt aus dem 16. Jahrhundert. Das Instrument hatte den Kirchenbrand von 1645 unbeschadet überstanden und wurde 1645 von dem Orgelbauer Germer Galtusz van Hagerbeer neu errichtet. Im Laufe der Jahrhunderte wurde das Innenwerk umgebaut und schließlich ganz ersetzt. In den Jahren 1986–1989 rekonstruierte der Orgelbaufirma Flentrop vollständig mit neuem Pfeifenwerk. Das Instrument hat 19 Register auf zwei Manualen und ein angehängtes Pedal.
| I Hauptwerk CDE–c3 |                  |        |
| 1.                 | Prestant         | 8′     |
| 2.                 | Holpijp          | 8′     |
| 3.                 | Octaef           | 4′     |
| 4.                 | Gemshoorn        | 2′     |
| 5.                 | Tertiaen         | 1 3⁄5′ |
| 6.                 | Quint            | 1 ⁄2′  |
| 7.                 | Quintfluyt       | 1 ⁄2′  |
| 8.                 | Superoctaef      | 1′     |
| 9.                 | Mixtuer IV–V     |        |
| 10.                | Scherp IV–VI     |        |
| 11.                | Sexquialter II D |        |
| 12.                | Dulciaen         | 8′     |

| II Zijwerk CDE–c3 |             |        |
| 13.               | Prestant    | 8′     |
| 14.               | Quintadena  | 8′     |
| 15.               | Octaef      | 4′     |
| 16.               | Fluyt       | 4′     |
| 17.               | Quint       | 3′     |
| 18.               | Tertiaen    | 1 3⁄5′ |
| 19.               | Trompet B/D | 8′     |
|                   | Tremulant   |        |

| Pedal CDE–c1 |
| angehängt    |

## Ausstellungen
De Nieuwe Kerk Amsterdam ist seit Jahrzehnten bekannt für hochkarätigen Ausstellungen über Kunst und Fotografie. Mit durchschnittlich 250.000 Besuchern pro Jahr ist sie einer der beliebtesten Ausstellungsorte der Niederlande.

### Auswahl
1991/1992: Fuente – Juan de la Cruz, 1591–1991
1993: Golden weavings – Flemish tapestries of the Spanish Crown
2007/2007: Istanbul – the city and the sultan
2000/2001: Der Weg zum Himmel – Reliquienverehrung im Mittelalter
2008: Black is Beautiful. Rubens to Dumas
2011/2012: Jodendom – een boek vol verhalen
2014/2015: Afrikanische Meister – Kunst der Elfenbeinküste
2024: World Press Photo Exhibition